# Samantha Morton
Samantha Morton (n. 13 mai 1977, Nottingham, Anglia, Regatul Unit) este o actriță britanică, scenaristă și regizoare britanică. De-a lungul carierei a primit mai multe premii, printre care un BAFTA TV și un Glob de Aur, fiind nominalizată de două ori la Premiile Oscar. Este considerată una din cele mai bune actrițe ale generației sale.
A jucat, printre altele, în John Carter (2012), Cosmopolis (2012), Decoding Annie Parker (2013) și Miss Julie (2014).

## Filmografie

### Film
| An   | Titlu                                   | Rol                  | Note                                                                           |
| ---- | --------------------------------------- | -------------------- | ------------------------------------------------------------------------------ |
| 1996 | Future Lasts a Long Time                | May                  | Scurtmetraj                                                                    |
| 1997 | This Is the Sea                         | Hazel Stokes         |                                                                                |
| 1997 | Under the Skin                          | Iris Kelly           |                                                                                |
| 1999 | Sweet and Lowdown                       | Hattie               |                                                                                |
| 1999 | Jesus' Son                              | Michelle             |                                                                                |
| 1999 | Dreaming of Joseph Lees                 | Eva                  |                                                                                |
| 2000 | Pandaemonium                            | Sara Coleridge       |                                                                                |
| 2001 | Eden                                    | Sam                  |                                                                                |
| 2002 | Minority Report                         | Agatha               |                                                                                |
| 2002 | Morvern Callar                          | Morvern Callar       |                                                                                |
| 2002 | In America                              | Sarah                |                                                                                |
| 2003 | Code 46                                 | Maria Gonzáles       |                                                                                |
| 2004 | Enduring Love                           | Claire               |                                                                                |
| 2005 | River Queen                             | Sarah O'Brian        |                                                                                |
| 2005 | The Libertine                           | Elizabeth Barry      |                                                                                |
| 2005 | Lassie                                  | Sarah Carraclough    |                                                                                |
| 2006 | Free Jimmy                              | Sonia (voce)         | Dublaj în engleză                                                              |
| 2007 | Expired                                 | Claire               |                                                                                |
| 2007 | Control                                 | Deborah Curtis       |                                                                                |
| 2007 | Elizabeth: The Golden Age               | Mary, Queen of Scots |                                                                                |
| 2007 | Mister Lonely                           | Marilyn Monroe       |                                                                                |
| 2008 | Synecdoche, New York                    | Hazel                |                                                                                |
| 2008 | The Daisy Chain                         | Martha Conroy        |                                                                                |
| 2009 | The Messenger                           | Olivia Pitterson     |                                                                                |
| 2012 | John Carter                             | Sola                 | Motion capture                                                                 |
| 2012 | Cosmopolis                              | Vija Kinsky          |                                                                                |
| 2013 | Decoding Annie Parker                   | Anne Parker          |                                                                                |
| 2013 | Her                                     | —                    | Producător asociat                                                             |
| 2013 | The Harvest                             | Katherine            |                                                                                |
| 2014 | Miss Julie                              | Kathleen             |                                                                                |
| 2015 | Call Me Lucky                           | Samantha Morton      | Documentar                                                                     |
| 2016 | Fantastic Beasts and Where to Find Them | Mary Lou Barebone    |                                                                                |
| 2018 | Two for Joy                             | Aisha                |                                                                                |
| 2022 | Save the Cinema                         | Liz Evans            |                                                                                |
| 2022 | The Whale                               | Mary                 |                                                                                |
| 2022 | She Said                                | Zelda Perkins        |                                                                                |
| 2024 | 2073                                    |                      | Documentar - selectat în afara competiției la Festivalul de Film de la Veneția |
| TBA  | Anemone                                 |                      | Filmări                                                                        |

### Televiziune
| An           | Titlu                                 | Rol                      | Note            |
| ------------ | ------------------------------------- | ------------------------ | --------------- |
| 1991         | Soldier Soldier                       | Clare Anderson           | 4 episoade      |
| 1994         | Cracker                               | Joanne Barnes            | 2 episoade      |
| 1994         | Peak Practice                         | Abbey                    | 1 episod        |
| 1995–1996    | Band of Gold                          | Naomi "Tracy" Richardson | 12 episoade     |
| 1996         | Emma                                  | Harriet Smith            | Film TV         |
| 1997         | The History of Tom Jones, a Foundling | Sophia Western           | Miniserial      |
| 1997         | Jane Eyre                             | Jane Eyre                | Film TV         |
| 2002–2003    | Max & Ruby                            | Ruby (voce)              | 26 episoade     |
| 2006         | Longford                              | Myra Hindley             | Film TV         |
| 2009         | The Unloved                           | —                        | Regizor Film TV |
| 2015         | Cider with Rosie                      | Annie Lee                | Film TV         |
| 2015         | The Last Panthers                     | Naomi                    | 6 episoade      |
| 2016         | Rillington Place                      | Ethel Christie           | 3 episoade      |
| 2017–2019    | Harlots                               | Margaret Wells           | 20 episoade     |
| 2019         | I Am Kirsty                           | Kirsty                   | Film TV         |
| 2019–2020    | The Walking Dead                      | Alpha                    | 19 episoade     |
| 2022         | Tales of the Walking Dead             | Alpha                    | 1 episod        |
| 2022–prezent | The Serpent Queen                     | Catherine de' Medici     | 16 episoade     |
| 2023         | The Burning Girls                     | Reverend Brooks          | Rol principal   |